# 平目 (将棋)
| 9  | 8  | 7  | 6  | 5  | 4  | 3  | 2  | 1  |    |
|    |    |    |    |    |    |    |    |    | 一 |
|    |    |    |    |    |    |    |    |    | 二 |
|    |    |    |    |    |    |    |    |    | 三 |
|    |    |    |    |    |    |    |    |    | 四 |
|    |    |    |    |    |    |    |    |    | 五 |
|    |    | 歩 |    | 歩 |    |    |    | 歩 | 六 |
| 歩 | 歩 | 角 | 歩 |    | 歩 | 歩 | 歩 |    | 七 |
|    |    |    | 銀 | 飛 |    | 銀 | 玉 |    | 八 |
| 香 | 桂 |    |    | 金 | 金 |    | 桂 | 香 | 九 |

平目（ひらめ）は将棋の戦法の一つ。中飛車の一種。蟹指（かにざし）とも呼ばれる。

## 囲い
まず飛車を5筋に振る。そして右銀を3八に、玉を2八に、左金を5九に、左銀を6八に動かして囲いを作る。この囲いが平目に似ていることから、この戦法の名前が付いた。
この囲いは美濃囲いの変形であるが、金銀4枚からなり、駒の利きの連結も良く、低く構えており、とても堅い。そのため飛車・角の打ち込みに対しても強い。平目は振り飛車でありながら、振り飛車が通常不利とされる角交換を積極的に行える。

## 攻め
囲いが完成したら、角交換して▲7七桂と跳ね、▲5五歩から5筋の歩を交換し、戦いに入る。ここから▲7七桂の利きを生かして▲5五飛 - ▲8五飛として飛車交換を狙う方法、あるいは▲6五桂と跳ねて飛車・桂馬で5筋からの攻めを狙う方法がある。

## 守り
大駒の打ち込みに強いため、攻め合いに強い。敵角の成り込みや8筋強行突破は左香を生贄とし肩透かしを食わすのがセオリーとされている。

## 駒落ち戦法としての平目
平目は香落ちの上手が採用することもある。現在の香落ちでは角側の香を落とすため、相手の角が成ったときに左香を取られないことが、平手のときと比べて有効な点になる。